# Neill Barry
Neill Barry  est un acteur américain né le 29 novembre 1965 à New York.

## Biographie
Il commence sa carrière comme acteur sur le film Tendres années, où il joue Johnny, le frère aîné d'une des deux protagonistes du film, Karen alias Rainbow Harvest, ainsi que Lonnie, incarnée par Sarah Boyd et Diane sa petite sœur, également incarnée par Alyssa Milano (https://www.imdb.com/title/tt0087837/mediaviewer/rm646075136?ref_=ttmi_mi_all_sf_81) et y figure aussi Roxanne Hart, incarnant une esthéticienne (https://www.imdb.com/title/tt0087837/mediaviewer/rm3917566720?ref_=ttmi_mi_all_sf_96).

## Filmographie
- 1984 : Tendres Années (Old Enough) de Marisa Silver : Johnny
- 1999 : Friends and Lovers de George Haas : Keaton McCarthy